# Bulgarocerberus phreaticus
Bulgarocerberus phreaticus är en kräftdjursart som först beskrevs av Cvetkov 1963.  Bulgarocerberus phreaticus ingår i släktet Bulgarocerberus och familjen Microcerberidae. Inga underarter finns listade i Catalogue of Life.